# Église Sainte-Anne de Chens-sur-Léman
L'église Sainte-Anne de Chens-sur-Léman est une église catholique française, située dans le département de la Haute-Savoie, dans la commune de Chens-sur-Léman.

## Historique

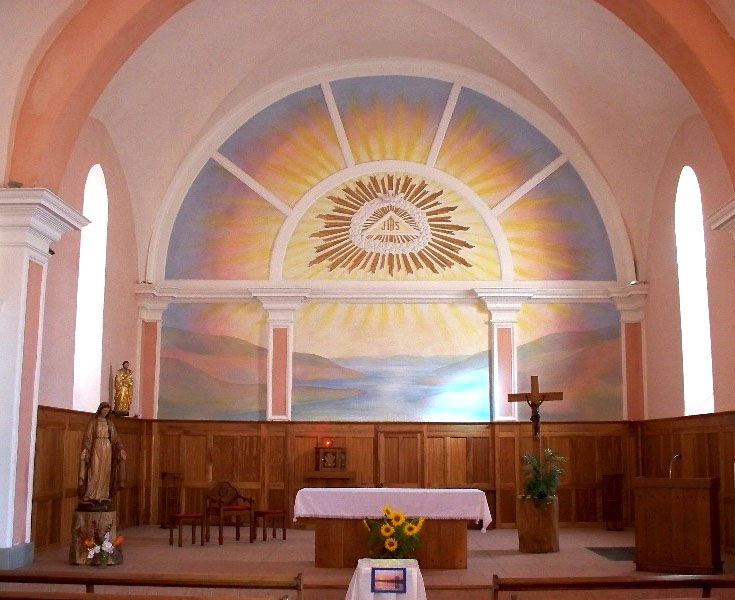
Le chœur de l'église

Une ancienne église est présente sur le hameau de Cusy, siège du centre paroissial. L’édifice est alors placé sous le vocable de Notre-Dame. Il était de la collation de l'abbaye d’Abondance.
Pendant la Révolution, l’église fut incendiée puis fut reconstruite en 1827 au chef-lieu.

## Description
Il s'agit d'une église de style néoclassique sarde.

## Protection
Une cloche portant une inscription et datant de 1566 et donné à la paroisse en 1804 est protégée depuis 1942.

## Sources et références
1. 1 2  Chablais 1980, p. 312.
2. ↑  Assemblée des pays de Savoie, « Chens-sur-Léman » (consulté le 31 août 2012), Site des Archives départementales de la Savoie et de la Haute-Savoie - Sabaudia.org.
3. ↑  Notice no PM74000146, sur la plateforme ouverte du patrimoine, base Palissy, ministère français de la Culture.